# Somera brillians
Somera brillians är en fjärilsart som beskrevs av M.Gaede 1930. Somera brillians ingår i släktet Somera och familjen tandspinnare. Inga underarter finns listade i Catalogue of Life.